# Stenoplesictis
Stenoplesictis és un gènere extint de mamífers eluroïdeus, classificats ocasionalment en la família parafilètica dels estenoplesíctids i alternativament entre els percrocútids o els vivèrrids, que visqueren al Vell Món durant l'Oligocè, fa entre 23 i 33,9 milions d'anys. Se n'han trobat restes fòssils a Alemanya, França, Mongòlia, la Xina i, possiblement, Kenya. La fórmula dental era {\displaystyle {\tfrac {3.1.3.2}{3.1.4.2}}}. La seva anatomia general recorda clarament les genetes d'avui en dia. El nom genèric Stenoplesictis significa ‘Plesictis estret’.